# Jorge de la Vega Domínguez, El Porvenir
Jorge de la Vega Domínguez är en ort i Mexiko.   Den ligger i kommunen El Porvenir och delstaten Chiapas, i den sydöstra delen av landet, 900 km sydost om huvudstaden Mexico City. Jorge de la Vega Domínguez ligger 1 658 meter över havet och antalet invånare är 162.
Terrängen runt Jorge de la Vega Domínguez är bergig norrut, men söderut är den kuperad. Runt Jorge de la Vega Domínguez är det ganska tätbefolkat, med 78 invånare per kvadratkilometer. Närmaste större samhälle är Motozintla de Mendoza, 5,5 km sydost om Jorge de la Vega Domínguez. Omgivningarna runt Jorge de la Vega Domínguez är en mosaik av jordbruksmark och naturlig växtlighet.